# Ernst Trier

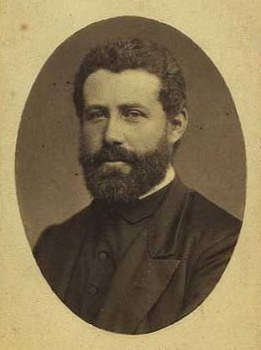
Ernst Trier.

Ernst Johannes Trier, ursprungligen Ernst Salomon Trier, född den 23 januari 1837 i Köpenhamn, död den 29 december 1893, var en dansk folkhögskoleföreståndare.
Trier var av judisk börd men döptes redan som litet barn. Senare övergick även föräldrarna till kristendomen. År 1863 blev han teologie kandidat. Trier hade tidigt slutit sig till grundtvigianismen, var under 1864 års krig frivillig "feltdegn" och grundlade 1865 en folkhögskola i Vallekilde i Odsherred. Den blev en av de mest besökta i sitt slag, och där utvecklades ett mycket säreget liv; svensk gymnastik infördes tidigt, och 1882 bildades en fristående församling ("valmenighet").